# ACS Ksar
Association Culturelle et Sportive du Ksar w skrócie ACS Ksar (ar. الجمعية الثقافية و الرياضية للكصر) – mauretański klub piłkarski grający w mauretańskiej pierwszej lidze, mający siedzibę w mieście Nawakszut.

## Sukcesy
- Première Division[1]:
  - mistrzostwo (5): 1983, 1985, 1992, 1993, 2004

- Puchar Mauretanii[2]:
  - zwycięstwo (5): 1979, 1993, 1994, 2014, 2015
  - finał (3): 2003, 2004, 2011

- Superpuchar Mauretanii[2]:
  - zwycięstwo (1): 2014

## Występy w afrykańskich pucharach
| Sezon | Rozgrywki                 | Runda   | Kraj                          | Klub                    | Dom | Wyjazd | Dwumecz                     |
| ----- | ------------------------- | ------- | ----------------------------- | ----------------------- | --- | ------ | --------------------------- |
| 1980  | Puchar Zdobywców Pucharów | 1       | Algieria                      | NA Hussein Dey          | 1–0 | 0–7    | 1–7                         |
| 1986  | Puchar Mistrzów           | wstępna | Burkina Faso                  | Étoile Filante Wagadugu | –   | –      | walkower dla Étoile Filante |
| 1993  | Puchar Mistrzów           | wstępna | Mali                          | Djoliba AC              | 1–1 | 0–1    | 1–2                         |
| 1994  | Puchar Mistrzów           | wstępna | Republika Zielonego Przylądka | Académica do Sal        | 2–0 | 0–0    | 2–0                         |
| 1994  | Puchar Mistrzów           | 1       | Algieria                      | MC Oran                 | 2–0 | 0–4    | 2–4                         |
| 2005  | Liga Mistrzów             | wstępna | Maroko                        | FAR Rabat               | 1–0 | 0–4    | 1–4                         |

## Stadion
Domowe mecze klub rozgrywa na stadionie o nazwie Stadion Olimpijski w Nawakszucie, który może pomieścić 40 000 widzów.

## Reprezentanci kraju grający w klubie od 2001 roku
Stan na styczeń 2023.
| - Bessam Ahmed - Mohamed Yacoub Bâ - Moussa Sidi Bagayoko - Boubacar Bagili - Sidi Mohamed Bilal - Lemine Balla Cherif - Moussa Coulibaly - Brahim Souleimane Diallo - Babacar Diop - Djiby Diop - Abdoulaye Silèye Gaye - Yacoub Kaboré | - Abdel Aziz Samba Lô - Hussein Wade Magaye - Bodda Mouhsine - Karamokho Ndiaye - Brahim Ould Malha - Weddad Ould Mohamed - Abdel Aziz Sow - Sidi Sow - Abderrahmane Sy - Demba Traoré - Ely Cheikh Voulany - Mamadou Diakité |